# Кальман Хазаї
Кальман Хазаї (угор. Kálmán Hazai, 17 липня 1913 — 21 грудня 1996) — угорський ватерполіст.
Олімпійський чемпіон 1936 року.